# Jacques-Antoine-Adrien Delort
Pour les articles homonymes, voir Delort.
Jacques-Antoine-Adrien Delort né à Arbois Franche-Comté le 16 novembre 1773 et mort le 28 mars 1846 dans la même ville, est un général français du Premier Empire. 
Enrôlé volontaire à la Révolution en 1791, il est vite promu sous-lieutenant (en 1792) et participe valeureusement aux guerres napoléoniennes dans la cavalerie, particulièrement en Espagne où il est fait baron de l'Empire en 1810, et à Waterloo où il obtient le grade de général de division en juin 1815. Sans activité sous la Restauration, il reprend du service sous la monarchie de Juillet avant de poursuivre une carrière politique locale : conseiller général d'Arbois, il est aussi élu député du Jura de 1830 à 1837 et  puis nommé pair de France en 1837. Il a également cultivé les lettres et traduit en vers les Odes d'Horace. Mort à 72 ans, il repose dans le mausolée de son château de Vadans, près d'Arbois.

## Biographie

### Le soldat de la Révolution et de l'Empire
Né à Arbois en Franche-Comté le 16 novembre 1773, Jacques-Antoine-Adrien Delort est le fils d'un marchand drapier qui envisage pour lui le notariat et lui donne une bonne formation scolaire (à la retraite, le général traduira les poètes latins). Il s'enrôle le 15 août 1791 comme volontaire national et participe aux campagnes de la Révolution où il se distingue par son courage : il est fait sous-lieutenant puis lieutenant en 1792 et capitaine de cavalerie le 28 août 1793. Il reçoit la Légion d'honneur le 26 mai 1804. Il est nommé colonel du 24e régiment de dragons le 1er mai 1805 et reçoit de graves blessures à la bataille d'Austerlitz le 2 décembre 1805.
En 1808 il est créé chevalier de l'Empire et est affecté à l'armée d'Espagne avec laquelle il prend part avec bravoure à des nombreux combats de cavalerie (Bataille de Valls en février 1809 - Villa-Franca, en avril 1810 - siège de Tarragone en mai-juin 1811 - bataille de Sagonte (oct 1811), Combat de Castalla le 21 juillet 1812, bataille d'Ordal en septembre 1813). En 1810 il devient officier de la Légion d'honneur et est élevé au grade de colonel avant d'être fait baron de l'Empire le 15 août. Il est élevé au grade de général de brigade, le 21 juillet 1811. Il suit la même année le général Bertrand, gouverneur général des provinces illyriennes, et demeure son chef d'état-major pendant la campagne de 1813 n Allemagne.  
Il rentre en France en 1814 et participe brillamment à la bataille de Montereau le 18 février 1814 et est de nouveau blessé. Il reçoit le grade de général de division le 26 février 1814 (ce grade qui remplace durant un temps celui de lieutenant-général ne lui sera confirmé qu'en 1830). 
Au premier retour des Bourbons il est fait chevalier de l'ordre royal et militaire du Saint-Louis et se retire à Arbois. Hésitant au moment du retour de Napoléon en mars 1815 et lors de la défection houleuse du maréchal Ney à Lons-le-Saunier, il obtient néanmoins le commandement d'une division de cuirassiers et la commande valeureusement à la bataille de Ligny, le 16 juin 1815 et à Waterloo le 18 juin 1815 où il est de nouveau blessé : Napoléon confirme alors son grade de lieutenant-général qui lui sera contesté sous la Restauration.

### Sous la Restauration et la monarchie de Juillet

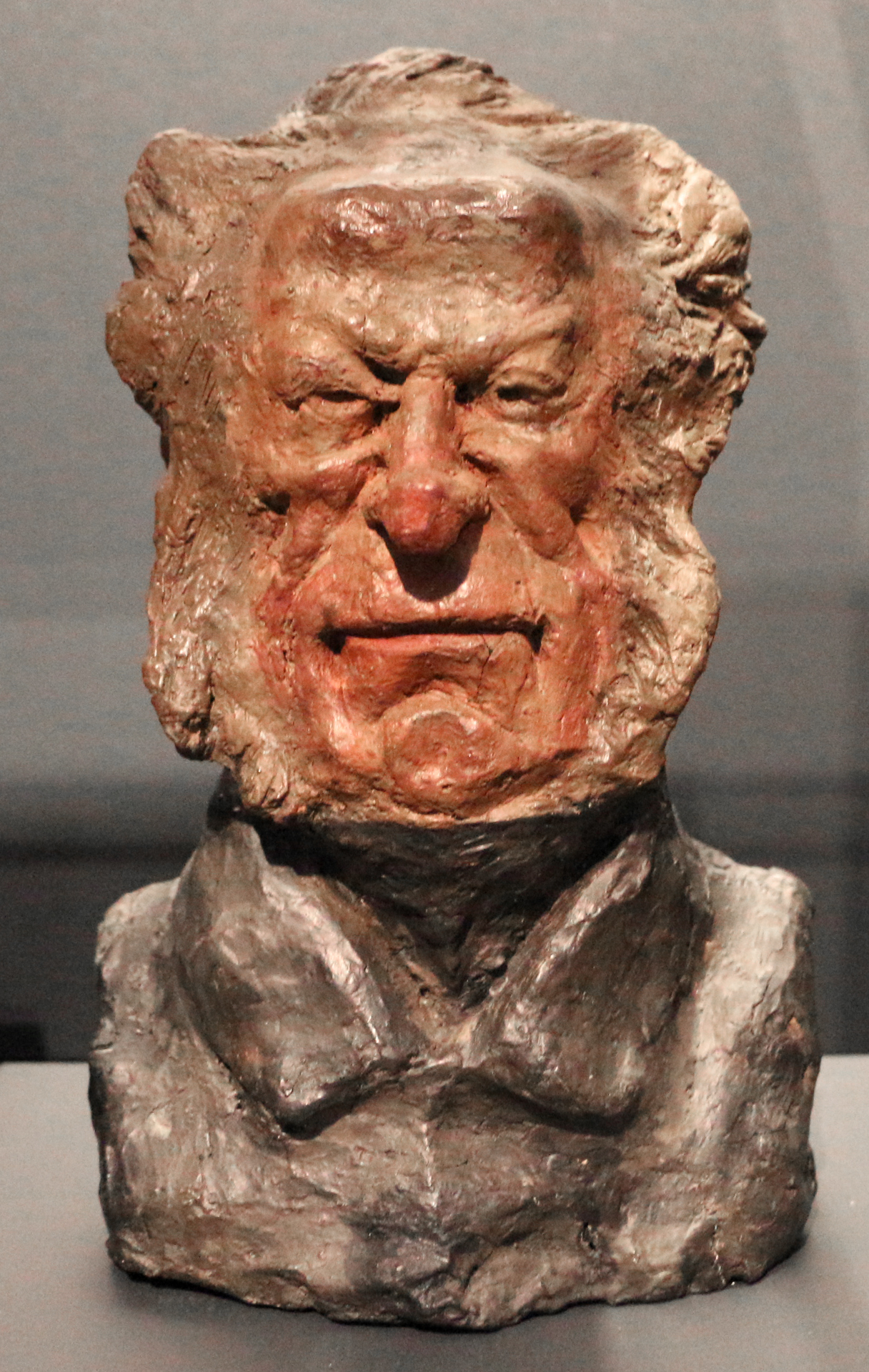
Caricature par Honoré Daumier.

Tenu en suspicion sous la Restauration qui le renvoie dans ses foyers par décision ministérielle du 22 avril 1816 puis le met à la retraite malgré ses prises de position bourboniennes lorsqu’il est de ceux qui accablent le maréchal Ney. Il vit alors à Arbois et Vadans dont il fait aménager le château qu'il a acheté et cultive les lettres en traduisant en vers les Odes d'Horace. Il est rappelé à l'activité en 1830 au moment de la révolution de juillet et reçoit divers commandements militaires en même temps qu'il est élu le 28 octobre 1830 à la Chambre des députés par ses compatriotes du Jura au suffrage censitaire (il obtient 87 voix sur 118 votants et 173 inscrits). Réélu en 1831 dans la majorité ministérielle, il prend des positions conservatrices comme la défense du suffrage censitaire ou la condamnation catégorique de la révolte d'Arbois en avril 1834. 
En mars 1832, il mate avec ses troupes le soulèvement de la ville de Grenoble et est « récompensé de son zèle et de son dévouement dans cette circonstance par le titre d'aide-de-camp du roi ». À la suite d'un conflit avec le ministre de la Justice, il démissionne en juillet 1833 de son poste militaire et de son titre d'aide de camp pour se consacrer à ses fonctions électives : il est député du Jura durant trois mandats (28/10/1830 – 31/05/1831, 05/07/1831 – 25/05/1834, 21/06/1834 – 03/10/1837. Il est en même temps conseiller général du canton d'Arbois de 1833 à 1845 et président du conseil général du Jura de 1841 à 1844 : c'est sur un de ses rapports qu'on construisit le fort chargé de défendre le passage des Rousses. Il est nommé Pair de France en 1837 et siège à la Chambre Haute jusqu'à sa mort à 73 ans en 1846 . Il y soutient l'élévation du tombeau de Napoléon aux Invalides lors de séance du 13 juin 1843 : Il rappelle les titres de Napoléon, législateur et guerrier, et soutient que « Son nom réveille dans le cœur du peuple reconnaissance et enthousiasme »..
Le 30 mai 1837, il est fait grand croix de la Légion d'honneur.

## Vie privée

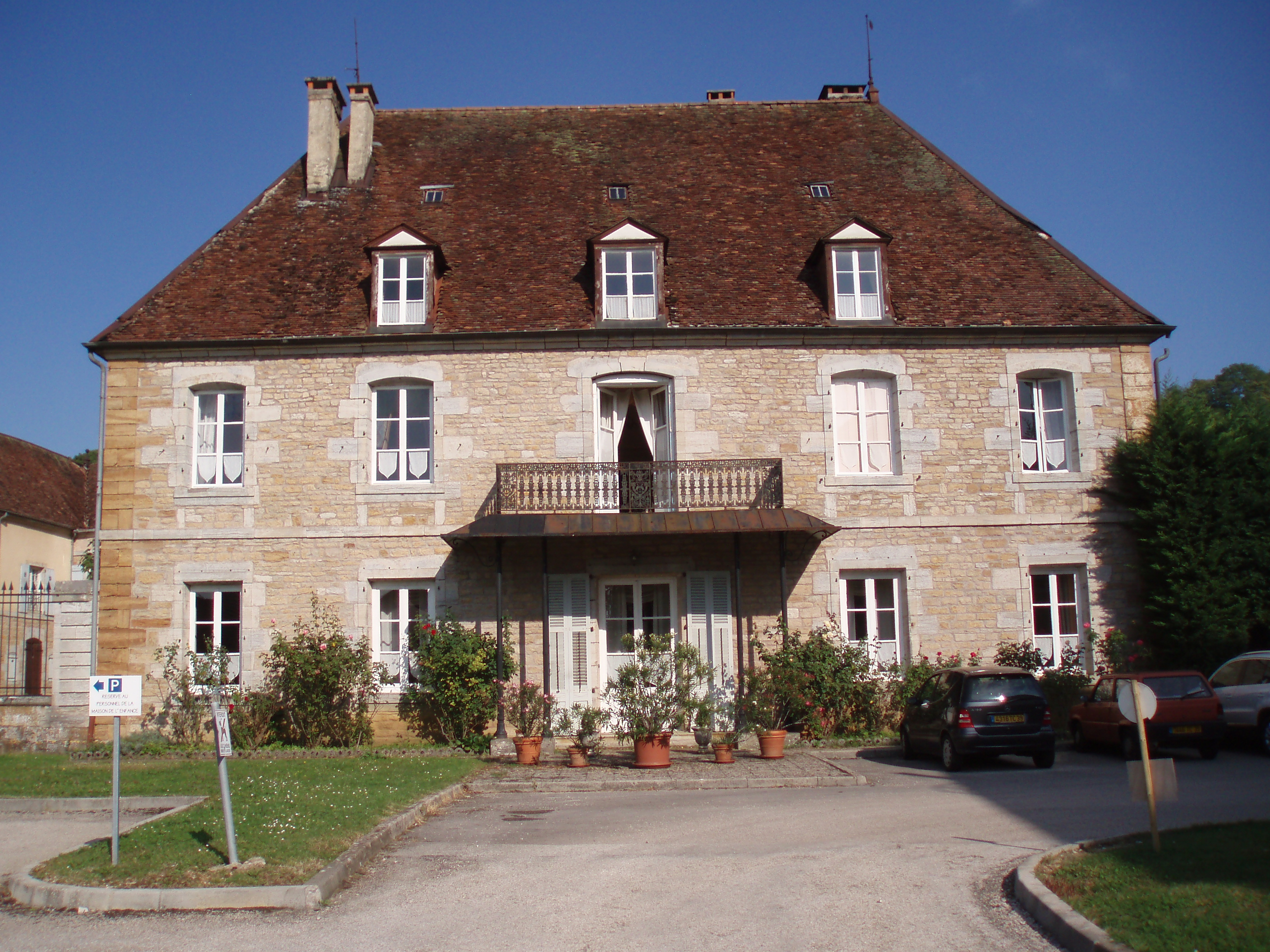
La demeure Delort, propriété du baron Delort à Arbois

Il avait épousé à 56 ans le 16 novembre 1829 à Champagnole, Marie Joséphine Sophie Pianet, veuve d'Étienne Joseph Olivier, (1762-1828), maître de forges et maire de Champagnole  de 1806 à 1815 et de nouveau en 1818 : le général dolois Gilbert Bachelu fut son témoin de mariage. Il fit construire dans son château de Vadans un mausolée pour leur fille morte en jeune âge. Il fut un généreux donateur pour le village de Vadans dont il avait repris le château et pour sa ville natale d'Arbois à laquelle il légua sa bibliothèque d'environ 4 000 ouvrages. Sa maison d'Arbois, dont il avait transformé le logis et le parc, est inscrite à l'inventaire des monuments historiques.
Il meurt à Arbois dans sa résidence du château Verreux (aujourd'hui « Demeure Delort ») le 28 mars 1846 à 72 ans et est inhumé dans le mausolée de son château de Vadans.

## Personnalité
L'historien Jacques Garnier décrit Delort comme un « commandant de cavalerie impétueux ».
Il est présenté comme le type du vieux grognard dans le portrait du général Delort que trace le lieutenant Canrobert lors de la revue des troupes de Metz par Louis-Philippe en visite officielle dans l'est de la France en juin 1831 : . « Il était grand, puissamment charpenté, avec une figure mâle de paysan, les cheveux blancs, drus et hérissés, le nez en l'air, une large mâchoire et un menton non moins large ; ses oreilles étaient encadrées de favoris coupés court, tels que les portaient sous l'empire les dragons et les grenadiers qui n'avaient pas de moustaches. Il avait une voix de stentor. C'était un homme énergique et plein d'autorité sur les troupes. Comme beaucoup de ses camarades, ce vieux sabreur récitait des odes d'Horace et faisait même des vers ».
On conserve plusieurs portraits du baron Delort : des tableaux, sculptures (buste de Jean-Pierre-Victor Huguenin) et des caricatures de Daumier. Le baron Delort, lithographié par Daumier dans le numéro du Charivari du 29 juin 1833, sous le sobriquet de "De L'Or", était réputé pour avoir soutenu l'Empire, puis la monarchie de Juillet. « Ce soutien aux deux régimes lui valut le surnom du 'Doublement improstitué' par Philipon ».

## Hommages

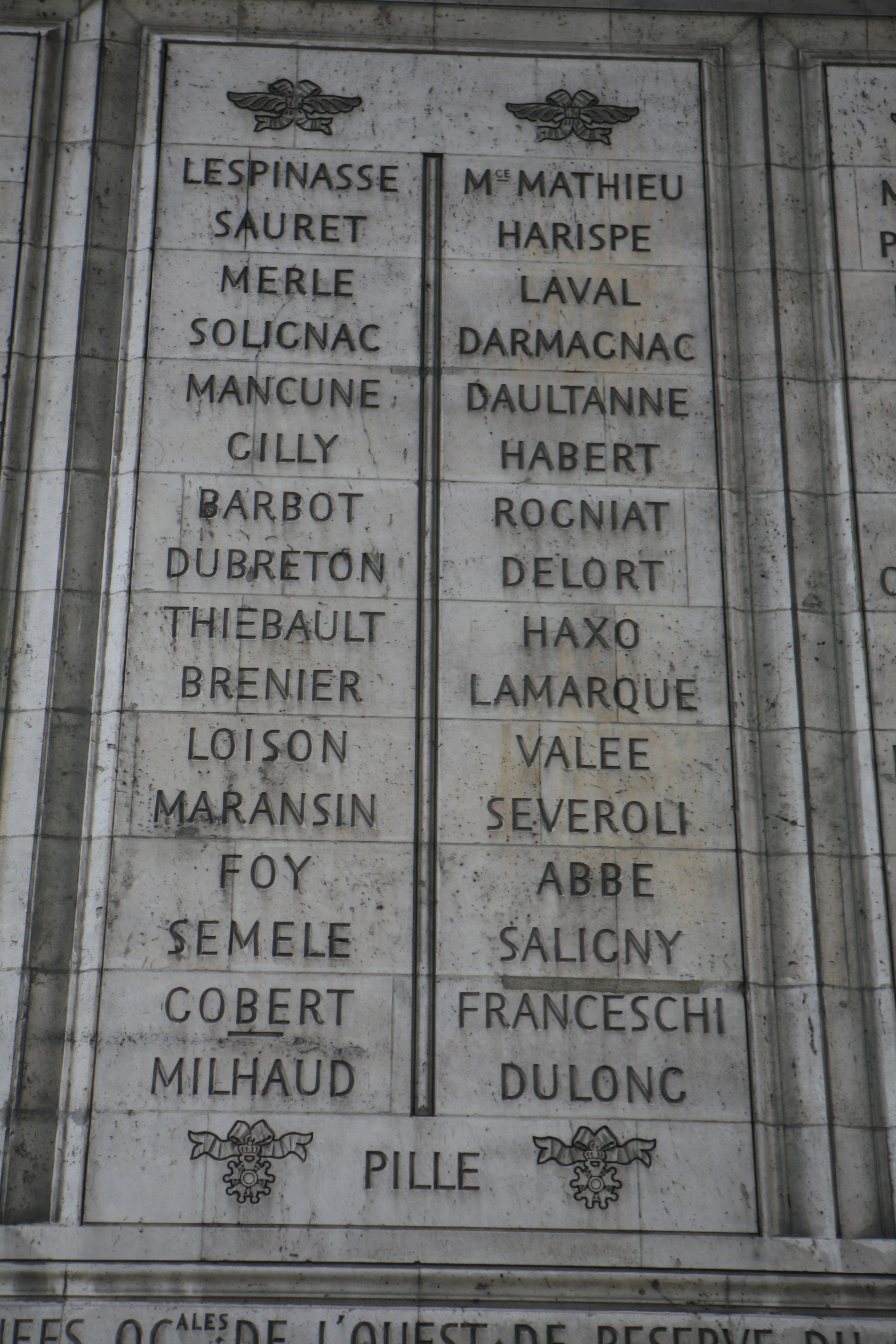
Noms gravés sous l'arc de triomphe de l'Étoile : pilier Ouest, 35e et.

Son nom est inscrit sur l’Arc de triomphe de l'Étoile, pilier Ouest, 36e colonne (Grande Armée/Kléber).
Arbois et Vadans ont donné son nom à plusieurs rues et édifices.

### Œuvres du général Delort
Odes d'Horace, traduites en vers français par un ancien général de division de la Grande Armée [Le lieutenant-général baron Delort]. Paris : Lecointe, 1831.  In-8°, 610 p.

### Sur le général Delort
Cité par Bruno Fuligni dans son ouvrage consacré à "La fille de Napoléon" (les Arènes -2021) et présenté comme le protecteur du couple Charlotte Chappuis/Jacob Muller ayant rencontré ce dernier à Lyon en 1815.
- Chevalier de Courcelles Dictionnaire historique et biographique des généraux français, depuis le onzième siècle jusqu’en 1822, Tome cinquième, Paris 1822.
- « Jacques-Antoine-Adrien Delort », dans Adolphe Robert et Gaston Cougny, Dictionnaire des parlementaires français, Edgar Bourloton, 1889-1891 [détail de l’édition]
- Auguste Girard. Le sous-lieutenant Canrobert en 1830, et les généraux Bachelu et Delort, in Chroniques arboisiennes, Arbois, imprimerie de Mme Chapeau, 1906
- Louis Stouff 
  - Essai sur le lieutenant général baron Delort, in Revue bourguignonne, 1905, T. XV, 2 et 3
  - Essai sur le lieutenant général B[ar]on Delort d'après ses archives et les archives du ministère de la Guerre, suivi de documents relatifs à la carrière militaire du général Delort depuis 1792 jusqu'à 1815. Dijon : Damidot frères, 1905. Extrait de la Revue bourguignonne, T. 15, f.2-3 et  Paris ; Nancy : Berger-Levrault et Cie, 1906.